# Андерсон (футболист)
Вижте пояснителната страница за други личности с името Андерсон.
Андерсон Луиш де Абреу Оливейра (на португалски: Anderson Luís de Abreu Oliveira) е бивш бразилски футболист роден на 13 април 1988 г. в Порто Алегре, Бразилия.

## Кариера
Има поразителна прилика между Андерсон и суперзвездата Роналдиньо, не само по външен вид. И двамата са започнали своите кариери в Гремио. Също като играчът на Милан, Андерсон е невероятно надарен и със сигурност талантът му ще заслепи Премиършип.
Андерсон, с пълно име Андерсон Луиш де Абреу Оливейра, започва занимания с топка в Порто Алегре още на 5-годишна възраст.
Първият си мач за Гремио записва през 2004 г., едва 16-годишен, в мач на своя клуб за първенството на Втора Бразилска Дивизия, като това е мачът който му носи международна популярност.
Блесва с играта си за националния отбор на Бразилия до 17 г. през 2005 г. в Южно-Американското първенство, и в Световното първенство до 17 г. през 2005 г., където спечелва Златната Топка на Адидас за най-полезен играч на шампионата.
Невероятният му гол при победата на Гремио с 1:0 над Наутико през ноември 2005, е този който печели на Гремио завръщане в елитната група. Този му гол, както и добрите му изяви в младежкия отбор на Бразилия, са причината португалският Порто да привлече Андерсон през януари 2006 г.
Той продължава да разкрива таланта си в Порто. Печели много отличия, включително титлата в Португалия през 2005/06 и 2006/07, въпреки че пропуска по-голямата част на последния сезон заради счупване на крак.
Сър Алекс Фъргюсън и неговата дясна ръка Карлош Кейрош са силно впечатлени от младока, и успяват да надвият интереса на Барселона за талантливото момче. На Андерсон му предстои борба за титулярно място в конкуренцията на новото момче в отбора Нани, както и на Гигс. Любимата му позиция е на левия фланг, но умее да играе успешно и в центъра на терена. В Манчестър Юнайтед играе с номер 8.
На международна сцена Андерсон си спечелва повиквателна за националния отбор на Бразилия през лятото на 2007 г., като взима участие в надпреварата за Копа Америка.
Андерсон вече си е спечелил доста признания, като най-голямото идва от Марио Загало, печелил Световната купа като играч и като треньор: „Всичко подсказва че той ще се превърне в суперзвезда, феномен, и безспорно притежава качества да го направи“ – казва той.
Ако Андерсон оправдае очакванията, защитниците в Премиършип и цяла Европа ще прекарат доста безсънни нощи, мислейки как да се справят с неговата хитрина и мощност.
Андерсон не взема участие в първите мачове през сезон 2007/08 за Юнайтед, но с напредването на кампанията той успява да разкрие своя потенциал. Дебютният му двубой с червената фланелка срещу АФК Съндърланд е изключително впечатляващ, а в следващия мач срещу Уигън той отново изиграва запомнящ се мач. При равенство срещу Арсенал 2:2 на „Емирейтс“ Андерсон е един от най-добрите играчи на терена, като се противопостави успешно на звездата на домакините Сеск Фабрегас. В мача срещу Ливърпул бразилецът отново показва, че притежава страхотен талант, но освен това по никакъв начин не се страхува да играе срещу едни от най-големите имена във футбола, какъвто е Стивън Джерард.
По пътя към успеха в Шампионската лига Андерсон играе в девет от 13-те двубоя на Юнайтед в турнира, като във финала срещу Челси той отбелязва важна дузпа за „червените дяволи“. След спечелването на медалите във Висшата лига и Шампионската лига, Андерсон добавя още един към тази колекция, този път с националния отбор на Бразилия от Олимпийските игри в Пекин през 2008 година. Малко по-късно той е част от отбора на Юнайтед, спечелил Световното клубно първенство в Япония. През март 2009 Андерсон отбелязва още една дузпа за „червените дяволи“ във финала на Купата на Лигата срещу Тотнъм на „Уембли“, а през май същата година печели втория си медал на Висшата лига.

## Отличия с Юнайтед
- Висша лига – 2007/08, 2008/09, 2010/11
- Карлинг Къп – 2008/09, 2009/10
- Къмюнити Шийлд – 2011
- Шампионска лига – 2007/08
- Световно клубно първенство – 2008